# Nebtu
Nebtu, hoặc Nebtau, một số nguồn phiên dịch sai thành Nebetta, là một vương hậu của pharaon Thutmose III thời kỳ Vương triều thứ 18 trong lịch sử Ai Cập cổ đại.

## Thân thế
Trên một tấm thẻ, Nebtu được gọi là Con gái của Đức vua, con gái của vương tử Satum. Người viết dòng chữ này là một viên quan tên Nebamun (chôn cất tại ngôi mộ TT24), phục vụ qua hai triều pharaon Thutmose II và Thutmose III, cũng đảm nhận chức vụ Quản gia của vương hậu Nebtu. Qua những danh hiệu này, có thể thấy Nebtu là cháu nội của một vị vua, và cũng là vương hậu của một vị vua.
Có thể thấy rõ, Nebtu là một người vợ của Thutmose III. Trên tường mộ KV34 của Thutmose III, Nebtu xuất hiện cùng với hai vương hậu khác, Satiah và Merytre-Hatshepsut, và một vương nữ tên Nefertiru, con gái của nhà vua. Theo thứ tự mô tả, có thể thấy Nebtu qua đời trước Satiah, do đều kèm theo tính ngữ Maa Kheru (mꜣꜥ ḫrw; "hợp lý, chính đáng") dưới cartouche chứa tên của họ. Chỉ riêng Merytre là mang tính ngữ ꜥnḫ.tj ("còn sống") cho thấy bà sống tới triều đại của con trai Amenhotep II, có nghĩa Merytre được lập hậu ngay sau Satiah. Khác với hai bà hậu sau, Nebtu không được đóng khung cartouche tên của mình.
Có khoảng 3 bùa scarab mà trên đó, Nebtu được gọi Con gái của Đức vua, Chị em gái của Đức vua. Tuy nhiên, bà chưa bao giờ được gọi là Chính thất Vương hậu như hai bà Satiah và Merytre-Hatshepsut.